# Erik Prekop
Erik Prekop (* 8. října 1997 Trenčín) je slovenský profesionální fotbalista, který hraje na pozici útočníka za český klub FC Baník Ostrava.

## Klubová kariéra

### AS Trenčín (+ hostování)
Je odchovanec mužstva AS Trenčín, kde začal svoji fotbalovou kariéru. Před sezonou 2016/17 se propracoval do seniorské kategorie.
Ve druhém předkole Ligy mistrů UEFA 2016/17 proti slovinskému celku NK Olimpija Lublaň nehrál, jeho spoluhráči nejprve vyhráli venku 4:3 a následně prohráli doma 2:3 a postoupil dál. Následně se s Trenčínem představil v dalším předkole LM proti Legii Warszawa z Polska, se kterou s AS po domácí prohře 0:1 a remíze 0:0 venku vypadl a se slovenským klubem byl přesunut do čtvrtého předkola - play-off Evropské ligy UEFA 2016/17, kde kvůli porážce 0:4 doma a výhře 2:0 venku s rakouským týmem FK Austria Vídeň do skupinové fáze nepostoupil. Svůj první ligový start za "áčko" AS si připsal v úvodním kole hraném 16. července 2016 v souboji se Zemplínem Michalovce (prohra 1:2), když v 64. minutě vystřídal na hrací ploše Denise Janča. V říjnu 2016 podepsal s trenčínským mužstvem stejně jako jeho tehdejší spoluhráči Filip Halgoš, Erik Mikeš a Milan Kvocera svůj první profesionální kontrakt, který byl víceletý. Od března 2017 působil na hostováních v jiných klubech, konkrétně ve Slovanu Nemšová, Interu Bratislava a bratislavské Petržalce. Během celého působení zde za první tým odehrál 12 utkání v lize.

### FK Inter Bratislava (hostování)
Před ročníkem 2017/18 odešel hostovat do Interu Bratislava, tehdejšího nováčka druhé ligy. Ligový debut si zde odbyl 30. 7. 2017 v prvním kole proti rezervě týmu MŠK Žilina (prohra 2:4), odehrál 71 minut. Své první ligové góly za Inter v této sezoně dal ve čtvrtém a v pátém kole, kdy nejprve třikrát během 54 minut skóroval do sítě Partizánu Bardejov při vysoké výhře 5:0 a následně se prosadil jednou v souboji s Tatranem Liptovský Mikuláš (prohra 2:3). Popáté v ročníku 2017/18 v lize během toho angažmá zaznamenal branku 16. září 2017 proti Lokomotívě Zvolen, když v 64. minutě zvyšoval na konečných 3:1. Další dva přesné ligové zásahy si připsal ve dvou po sobě jdoucích kolech v soubojích s mužstvy AFC Nové Mesto nad Váhom (prohra 2:3) a MFK Skalica (prohra 1:2). Následující gól v lize v této sezoně zaznamenal proti klubu FK Noves Spišská Nová Ves, kdy se svými spoluhráči slavil po závěrečném hvizdu výhru 2:0 na domácím hřišti. Během roku ve 23 ligových duelech skóroval osmkrát a stal se tak nejlepším střelcem týmu v ročníku.

### FC Petržalka (hostování)
V červenci 2018 v rámci druhé ligy a Bratislavy změnil angažmá a formou hostování posílil nováčka z Petržalky. Své první střetnutí v lize zde odehrál v úvodním kole hraném 20. 7. 2018 v souboji s Lokomotívou Košice, nastoupil na 77 minut při venkovním vítězství 2:1 a v 11. minutě se trefil do sítě soupeře. Svoji druhou ligovou branku v tomto ročníku dal hned v následujícím kole v 79. minutě z pokutového kopu proti "béčku" Žiliny a stanovil tak konečný výsledek 2:1 pro Petržalku. Potřetí v lize během sezony skóroval o čtrnáct dní později proti týmu FC ŠTK 1914 Šamorín (výhra 3:0). Svůj čtvrtý ligový gól v tomto ročníku vsítil v osmém kole 9. září 2018, když v 76. minutě zvyšoval na konečných 2:0 v souboji s Liptovským Mikulášem. Následující dvě branky v lize zaznamenal 30. 9. a 6. 10. 2018, kdy se jednou prosadil proti mužstvům FK Dubnica nad Váhom (výhra 2:1) a MFK Dukla Banská Bystrica (výhra 2:0). V 16. kole v odvetě s Lokomotívou Košice se prosadil posedmé v lize sezoně a podílel se na konečné remíze 2:2. Svůj osmý ligový gól v ročníku 2018/19 zaznamenal v souboji s klubem KFC Komárno, když ve 35. minutě dával na konečných 2:0. Podeváté a podesáté v lize v této sezoně se trefil ve 23. kole hraném 13. dubna 2019 v odvetném souboji s Tatranem Liptovský Mikuláš, když v sedmé minutě dával na 1:0 a o 54 minut později z penalty na konečných 2:1. Následně zaznamenal dohromady dvě ligové branky ve 27. a 28. kole, když se prosadil v odvetách s Banskou Bystricou (výhra 3:1) a Tatranem Prešov (remíza 1:1). Celkem si v ročníku 2018/19 připsal 26 startů v lize a dal v nich 12 gólů, čímž se stejně jako v Interu stal nejlepším střeleckým kanonýrem týmu.

### FC Hradec Králové
V červnu 2019 Trenčín definitivně opustil a odešel do Česka, kde se upsal mužstvu FC Hradec Králové hrající tehdy druhou nejvyšší soutěž.

#### Sezóna 2019/20
Ligový debut v dresu Hradce Králové zažil 20. 7. 2019 v prvním kole proti FK Baník Sokolov (remíza 0:0), odehrál celý zápas. Poprvé v této sezoně v lize za "Votroky" skóroval 9. srpna 2019 v souboji s klubem FK Varnsdorf, když při vysokém vítězství 8:0 na domácím stadionu dával na 4:0. Svoji druhou a třetí ligovou branku v ročníku 2019/20 zaznamenal v šestém kole ve východočeském derby s týmem MFK Chrudim (výhra 2:0). a v následujícím kole v souboji s Vysočinou Jihlava (výhra 4:2) Počtvrté v lize v této sezoně si připsal gól až po pauze způsobené pandemií koronaviru proti Viktorii Žižkov (výhra 5:0), když v páté minutě otevřel skóre střetnutí. Další přesné střelecké zásahy v lize v tomto ročníku si "schoval" do posledního 30. kola. Ve 4. a ve 36. minutě dal branky, které stanovili konečný výsledek 2:0 doma. Během roku nastoupil ke 25 ligovým utkáním.

#### Sezóna 2020/21
Svůj první ligový gól v sezoně vsítil ve čtvrtém kole hraném 9. 9. 2020 v souboji s Viktorií Žižkov, když v 63. minutě zvyšoval na konečných 2:0. V rozmezí sedmého až devátého kola skóroval v lize celkem čtyřikrát, konkrétně dvakrát do sítě mužstva FK Ústí nad Labem (výhra 5:1) a po jedné brance zaznamenal v soubojích s kluby FK Fotbal Třinec (výhra 2:1) a FK Blansko (výhra 2:1) Pošesté v lize v ročníku 2020/21 se střelecky prosadil 6. března 2021 proti brněnskému týmu SK Líšeň. Ve 49. minutě srovnával na průběžných 1:1, Hradec Králové však nakonec prohrál venku 1:2. Další ligové trefy v sezoně se dočkal v následujícím čtrnáctém kole v souboji s Vysočinou Jihlava (výhra 4:0), skóroval v 60. minutě. Poosmé v ročníku skóroval v ligovém střetnutí hraném 8. května 2021 ve 12. minutě a s Hradcem po tomto kole po výhře 2:1 nad Duklou Praha z prvního místa tabulky postoupil do nejvyšší soutěže, kam se "Votroci" vrátili po čtyřech letech.

## Klubové statistiky
Aktuální k 7. květnu 2021
| Sezona    | Klub                        | Soutěž       | Zápasy | Góly |
| --------- | --------------------------- | ------------ | ------ | ---- |
| 2016/2017 | AS Trenčín                  | Fortuna liga | 12     | 0    |
| 2016/2017 | FK Slovan Nemšová (host.)   | 3. liga      | –      | –    |
| 2017/2018 | FK Inter Bratislava (host.) | 2. liga      | 23     | 8    |
| 2018/2019 | FC Petržalka (host.)        | 2. liga      | 26     | 12   |
| 2019/2020 | FC Hradec Králové           | Fortuna:NL   | 25     | 6    |
| 2020/2021 | FC Hradec Králové           | Fortuna:NL   |        |      |